# Dammartin-en-Serve
Dammartin-en-Serve is een gemeente in het Franse departement Yvelines (regio Île-de-France) en telt 943 inwoners (1999). De plaats maakt deel uit van het arrondissement Mantes-la-Jolie.

## Geografie
De oppervlakte van Dammartin-en-Serve bedraagt 13,9 km², de bevolkingsdichtheid is 67,8 inwoners per km².
De onderstaande kaart toont de ligging van Dammartin-en-Serve met de belangrijkste infrastructuur en aangrenzende gemeenten.

## Demografie
Onderstaande figuur toont het verloop van het inwonertal (bron: INSEE-tellingen).